# Pilica Nowe Miasto
Pilica Nowe Miasto (oficjalna nazwa Ognisko Towarzystwa Krzewienia Kultury Fizycznej Pilica Nowe Miasto nad Pilicą) – polski klub piłkarski z siedzibą w Nowym Mieście nad Pilicą. W sezonach 2012/2013-2023/2024 Pilica występowała w rozgrywkach radomskiej Ligi Okręgowej, do której awansowała zdobywając Mistrzostwo Klasy A w Grupie Radom II w sezonie 2011/2012. Od sezonu 2024/2025 ponownie w klasie A.
Od momentu powstania w 1948 roku klub nosił nazwę Ludowy Klub Sportowy Pilica. Następnie od mniej więcej połowy XX wieku aż do początków XXI wieku klub nosił nazwę WKS Pilica Nowe Miasto nad Pilicą (Wojskowy Klub Sportowy Pilica). Zarządzany był przez istniejącą od 1963 do 2001 roku Jednostkę Wojskową nr 1540 w Nowym Mieście. Po jej likwidacji Pilica posiadała przyimek TKKF, czyli Towarzystwo Krzewienia Kultury Fizycznej.
W sezonie 2006/2007 TKKF Pilica została rozwiązana. Reaktywacja nastąpiła w sezonie 2008/2009, od Klasy B, w ramach radomskiej grupy I, jako Klub Sportowy Pilica Nowe Miasto.
Nazwa klubu została zaczerpnięta od przepływającej nieopodal Nowego Miasta rzeki Pilicy.

## Informacje ogólne
- Pełna nazwa: Ognisko Towarzystwa Krzewienia Kultury Fizycznej Pilica Nowe Miasto nad Pilicą
- Rok założenia: 1948
- Barwy klubowe: niebiesko-białe
- Adres: Pl. Honorata Koźmińskiego 1/2, 26-420 Nowe Miasto nad Pilicą
- Stadion: Stadion Miejski w Nowym Mieście nad Pilicą, ul. Ogrodowa

pojemność: 600 miejsc siedzących
oświetlenie: tak

## Sukcesy
- Występ w III lidze w sezonie 1992/1993 w Grupie Lubelskiej[2] (obecna II liga).
- Mistrzostwo Klasy A w grupie Radom II, w sezonie 2011/2012.